# Sophronica renaudi
Sophronica renaudi là một loài bọ cánh cứng trong họ Cerambycidae.